# 41e division (armée impériale japonaise)
La 41e division (第41師団, Dai-yonjū-ichi shidan) est une unité d'infanterie de l'armée impériale japonaise. Son nom de code est Division Rivière (河兵団, Kawa-heidan). Elle est créée le 30 juin 1939 à Yongsan en Corée en même temps que les 38e, 39e et 40e divisions. Son premier commandant est lieutenant-général Moritake Tanabe. 
La 41e division est composée des 237e, 238e, et 239e régiments d'infanterie et soutenue par le 41e régiment de reconnaissance, le 41e régiment d'artillerie de montagne, le 41e régiment de génie, le 41e régiment de transport, et une unité de signaux.
Au début de la guerre du Pacifique le 7 décembre 1941, la division est basée à Tsingtao en Chine. Sous le commandant de Shimizu Tsunenori (en), la division est affectée à la 1re armée.
En novembre 1942, la 41e division, sous le commandement du lieutenant-général Heisuke Abe (en), est prévue d'être déployée sur l'île de Guadalcanal. Cependant, après l'échec de renforcement de la garnison japonaise de l'île, la décision est prise de dérouter la 41e division, avec la 20e division, qui est alors déjà partie de Corée, et de la débarquer en Nouvelle-Guinée. Ainsi, la division arrive à Wewak le 12 février 1943 où elle est affectée à la 18e armée et participe à la campagne de Nouvelle-Guinée de 1943 à 1945, contre les forces australiennes et américaines, avant d'être annihilée.